# Richard Holt Hutton
Richard Holt Hutton (2 juin 1826 - 9 septembre 1897) est un écrivain, journaliste et théologien anglais.

## Biographie
Fils de Joseph Hutton, un ministre unitarien, il naît à Leeds. Sa famille déménage à Londres en 1835, et il a été instruit à l'University College School et l'University College de Londres, où il commence une longue amitié avec Walter Bagehot, dont il publie plus tard les travaux. Il reçoit son diplôme en 1845, et reçoit la médaille d'or en philosophie. Entre-temps, il étudie également pendant de courtes périodes à Heidelberg et à Berlin, et en 1847 il entre au Manchester College d'Oxford, avec l'idée de devenir ministre comme son père ; il y étudie sous la tutelle de James Martineau.
Il n'est pas, cependant, attiré par tous les aspects l'église unitarienne, et pendant quelque temps son avenir est incertain. En 1851, il épouse sa cousine, Anne Roscoe, et devient coéditeur avec JL Sanford de l'Inquirer, la principale publication unitarienne. Ses innovations et ses vues non conventionnelles sur les doctrines unitariennes stéréotypées causent l'alarme, et en 1853 il démissionne. Sa santé étant au plus mal, il se rend aux Antilles, où sa femme meurt de la fièvre jaune.
En 1855, Hutton et Bagehot deviennent coéditeurs de la National Review, un nouveau mensuel publié pendant dix ans. Pendant ce temps les opinions théologiques de Hutton, influencées directement par Frederick William Robertson et John Frederick Denison Maurice, se sont rapprochées progressivement de celles de l'Église d'Angleterre, qu'il a fini par rejoindre.
Il apporte à son étude de la théologie une spiritualité et une aptitude à la recherche métaphysique et l'exposition qui ont rendu ses écrits plus attrayants. En 1861, il rejoint Meredith Townsend en tant que rédacteur et propriétaire du Spectator, puis d'un hebdomadaire libéral bien connu, mais sans retour financier. Hutton a pris en charge le côté littéraire du périodique, et progressivement ses propres articles, en devenant l'une des caractéristiques les plus connues du journalisme anglais sérieux et réfléchi. The Spectator, qui est progressivement devenu prospère, a été un exutoire pour ses opinions, en particulier sur des sujets littéraires, philosophiques et religieux, en opposition à l'agnosticisme et les opinions rationalistes alors en vigueur dans les milieux intellectuels, tel que popularisé par T.H. Huxley.
Hutton a de nombreux amis, et devient l'un des journalistes les plus respectés et influents de son époque. Il est l'un des premiers membres de la Société de métaphysique (1869). Il est opposé à la vivisection, et, en tant que membre de la Commission royale (1875) sur ce sujet, il a porté la Loi de 1876 sur la cruauté envers les animaux.
En 1858, il épouse Eliza Roscoe, une cousine de sa première femme ; elle meurt au début de 1897, et sa propre mort suit la même année.

## Source
- (en) Cet article est partiellement ou en totalité issu de l’article de Wikipédia en anglais intitulé « Richard Holt Hutton » (voir la liste des auteurs).